# 紫云书院
紫云书院，是河南省许昌市襄城县紫云镇的一所舊式書院，座落於紫云山中。該書院係1468年（明成化四年）由户部尚书李敏所建，1482年（成化十八年）赐名“紫云书院”，为当时中原四大书院之一。
紫云书院在清代曾經翻修过。現存大殿及东西厢房各三间、门楼一间。清初书院周围有莲沼、观澜桥、此君亭、吉祥洞等景點。